# Estirpe Imperial
Estirpe Imperial fue una de las bandas de estilo RAC españolas más reconocidas de su momento junto a otras bandas consideradas neonazis como División 250, Batallón de Castigo y Toletum. Aunque siempre estuvieron asociados al movimiento RAC, por basar sus letras en temas particularmente cercanos al nacionalismo español y la era del Imperio español, también han sido catalogadas como heavy metal. Su discográfica fue la empresa Rata-ta ta tá, que contaba con otras bandas similares como Klan.
Comenzaron a tocar en 1991, y al año siguiente publicaron sus primeros trabajos: una demo y el EP Estirpe Imperial al año siguiente. Herederos de Una Historia, el primer álbum de larga duración de la banda, fue lanzado en 1995.
Su música fue utilizado en mítines de Falange Española, como el acto por Ramiro Ledesma. También fue utilizada como música de fondo para un spot publicitario de Telemadrid que anunciaba la obra teatral Salvajes.
En abril de 1997 se formó la banda Celtica, liderada por el hasta entonces guitarra de Estirpe Imperial junto a otros miembros de la banda.
El polémico contenido de sus canciones fue catalogado como «fascismo moderno» y neonazismo por organizaciones como SOS Racismo o Movimiento contra la Intolerancia.
En octubre de 2009 anunciaron que no darían más conciertos, habiendo dado ya su último concierto programado el Día de la Fiesta Nacional en Huelva, y se disolvieron formalmente en 2010 tras terminar su nuevo álbum.

## Discografía

### Álbumes de estudio
- Herederos de una Historia (1995)
- Himnos de Gloria (1997)
- Seguimos vivos (2000)
- Sin miedo (2007)

### Colecciones
- Disco de presentación/Herederos de una Historia
- Una-Grande-Fuerte

Canciones por álbum
- Demo (disco, 1992)

1. A beber
2. Piara Indecente
3. Madrid
4. Avanzando formación

- Estirpe Imperial (EP, 1993)

1. Rebelión
2. Iremos a un bar
3. Esto es Madrid
4. Estirpe Imperial

- Herederos de una Historia (CD, 1995)

1. Creando problemas
2. Herederos de una historia
3. El regreso del Cruzado
4. Guerrero de la noche
5. Santa Inquisición
6. Guerra al invasor
7. Un año más...
8. Sangre española

- Himnos de Gloria (CD, 1997)

1. Himnos de gloria
2. Recuerdos
3. Vieja Europa
4. Mentiras
5. Fuera de la ley
6. Spanish bull bollocks (en español: Cuernos de toro españoles)
7. Hijo del Trueno
8. Estáis ahí
9. Salutación a la bandera
10. Nuevos soldados

- Seguimos vivos (CD, 2000)

1. Hacia la revolución
2. Esta es mi Patria.
3. Seguimos vivos.
4. Tú serás
5. Rojo y oro
6. Patria
7. Levantarse
8. Homenaje a mi bandera

- Sin miedo (CD, 2007)

1. Marchando
2. La calle es nuestra
3. Conquistar
4. Libertad
5. Revolución
6. Wolfgang's War (en español: La guerra de Wolfgang)
7. Sin miedo
8. Miré los muros
9. Heil Dier (en español: Hola, cariño).